# 红尾鵟
红尾鵟（學名：Buteo jamaicensis）是一種中等體型的猛禽，在美國也被稱爲雞鷹。繁殖於北美廣大地區，從阿拉斯加西部到加拿大北部，最南則可抵達巴拿馬和西印度群島，是北美大陸最爲常見的一種鵟屬鳥，根據外表和分佈地區，可分爲14個亞種。
分佈在北美的鵟屬各種鳥中最大的成員之一，體重為690-2000克，體長45-65釐米，翼寬110-145釐米。红尾鵟在體型上有比較明顯的雌雄二相性，雌鳥比雄鳥要大25%。红尾鵟的羽毛顔色比較多樣。
红尾鵟是對環境適應比較成功的物種，分佈在各種地形各種海拔的地區，包括沙漠、草原、針葉林、落葉林、熱帶雨林、農田和城區。除了北極地區外，它們在北美的大部分地區都可以看到。在加拿大、墨西哥和美國，红尾鵟還受到《1918年候鳥保護條例》的保護。
红尾鵟在北美的印第安土著文化中被用作標誌和象徵，其羽毛常被用作各種宗教儀式。

## 特徵

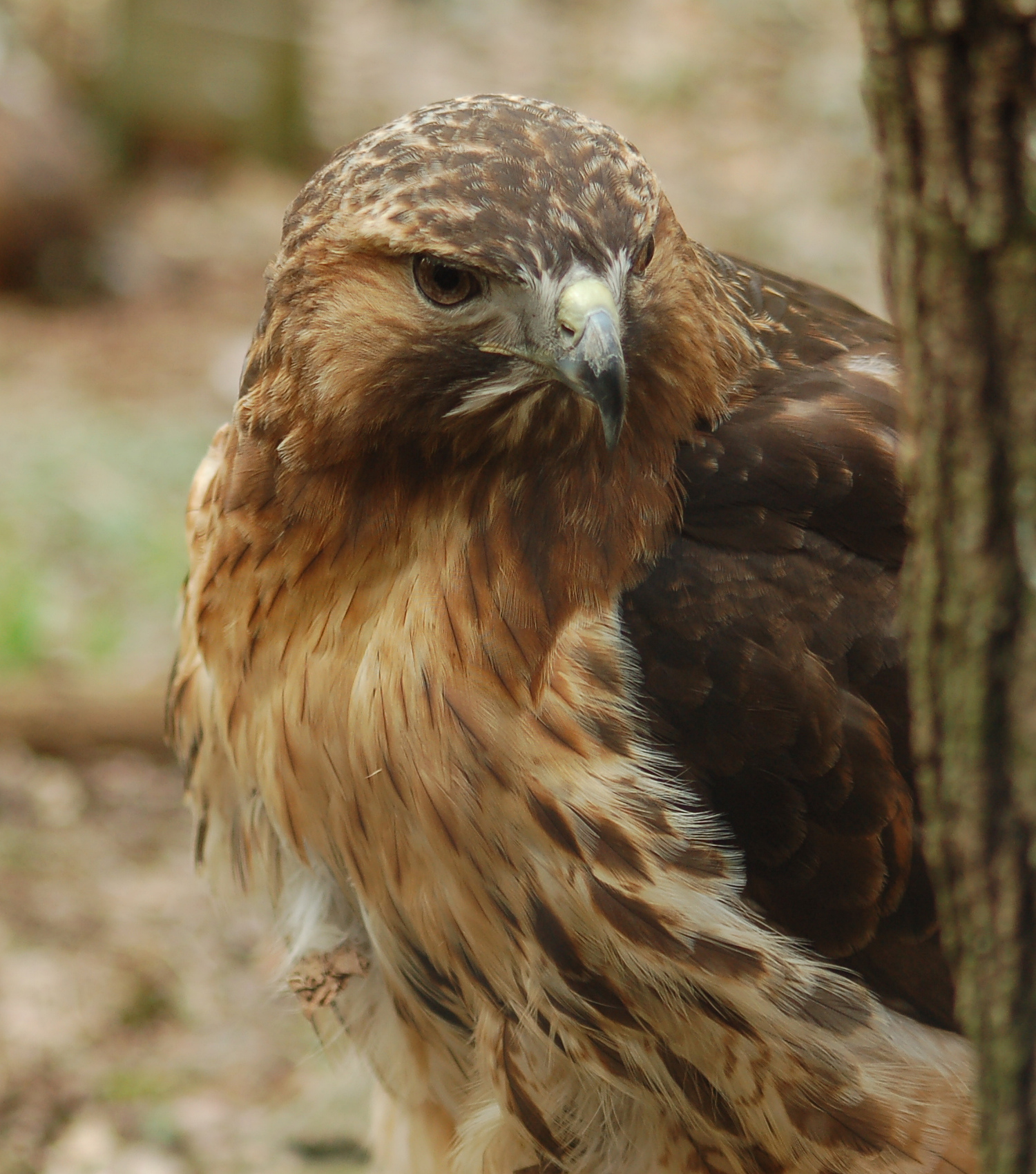

雄性红尾鵟的體重為690-1300克，體長為45-56釐米，雌性體重則達到900-2000克，體長50-65釐米。红尾鵟有逆雌雄二型性的特性，因此雌鳥通常都要比雄鳥大一些，平均而言大了25%。
红尾鵟各亞種的羽毛差異較大，例如北美西部亞種B. j. calurus可以有淺紅褐色、深紅褐色和中紅褐色三個品種。其中淺紅褐色數量最多，佔一半以上，其他兩種顔色約為10-20%。
儘管顔色不同，红尾鵟的外表大致一樣。下腹部顔色較淺，背部則較深。腹部有一道深褐色的條紋，尾部上側為磚紅色，下側為粉紅色。喙部較短，色深，帶彎鈎。喙部、腿和腳都為黃色。
幼鳥的虹膜為淺黃色，成年后顔色逐漸轉深，成鳥為紅褐色。

## 分類
红尾鵟的名稱在歐洲被叫做buzzards，而在北美則被通稱為hawks。
至少有14個已知亞種，包括：
- B. j. jamaicensis：指名亞種，巴哈馬和古巴以外的西印度群島；
- B. j. alascensis：阿拉斯加南部到加拿大的卑詩省；
- B. j. borealis：加拿大東南部到德克薩斯州東部的廣大地區；
- B. j. calurus ：阿拉斯加中部到墨西哥西北部；
- B. j. costaricensis：尼加拉瓜到巴拿馬；
- B. j. fuertesi：墨西哥北部和德克薩斯州南部；
- B. j. fumosus：墨西哥；
- B. j. hadropus：墨西哥高原；
- B. j. harlani：阿拉斯加和加拿大西北部；
- B. j. kemsiesi：墨西哥到尼加拉瓜；
- B. j. kriderii：加拿大中部各省南部到美國中部各州北部；
- B. j. socorroensis：墨西哥；
- B. j. solitudinus：巴哈馬和古巴；
- B. j. umbrinus：佛羅里達半島。

其中的四個島嶼亞種jamaicensis、solitudinus、socorroensis和fumosus與其他亞種在分佈上不重合。

## 分佈和棲息地

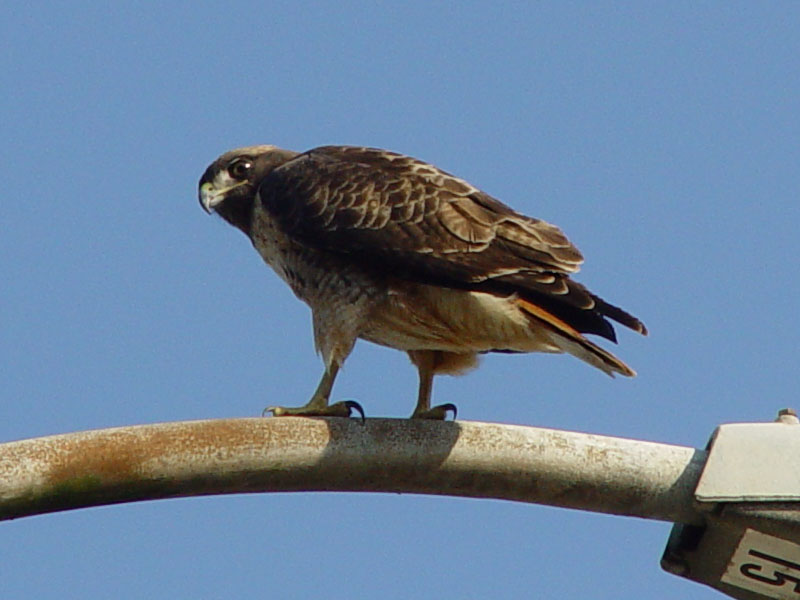
Bird in San Francisco

红尾鵟繁殖地區分佈於北美洲的阿拉斯加、加拿大的育空地區、西北地區，東到魁北克南部和大西洋諸省，向南抵達佛羅里達、西印度群島和中美洲。冬季則南移到加拿大南部以南的地區。
棲息地包括森林和原野，分佈多樣性很大，在北美洲僅次於游隼。

## 行爲
飛行中的红尾鵟翅膀略微分佈在兩個平面上，拍打頻率較低，以保存體力。在高飛和拍打翅膀的狀態下，它們的飛行速度在20-40mph之間，但俯衝時的速度可以達到120mph。红尾鵟在地面上行走時，腳步笨拙而緩慢。在追逐地面上的昆蟲和蛇類時，它們主要以跳躍爲主。
红尾鵟通常不攻擊人類和其他鳥類，但它們經常受到烏鴉、喜鵲、貓頭鷹和其他鷹類的襲擊。在受到威脅時，红尾鵟通常的策略是逃跑而不是保護巢穴。
叫聲為2-3秒刺耳的嘶叫，類似“kree-eee-ar”，開始音調較高，然後逐漸下降，類似水沸騰時的聲音。父母離開巢穴時，幼鳥則會發出類似“klee-uk”的聲音。

### 食性

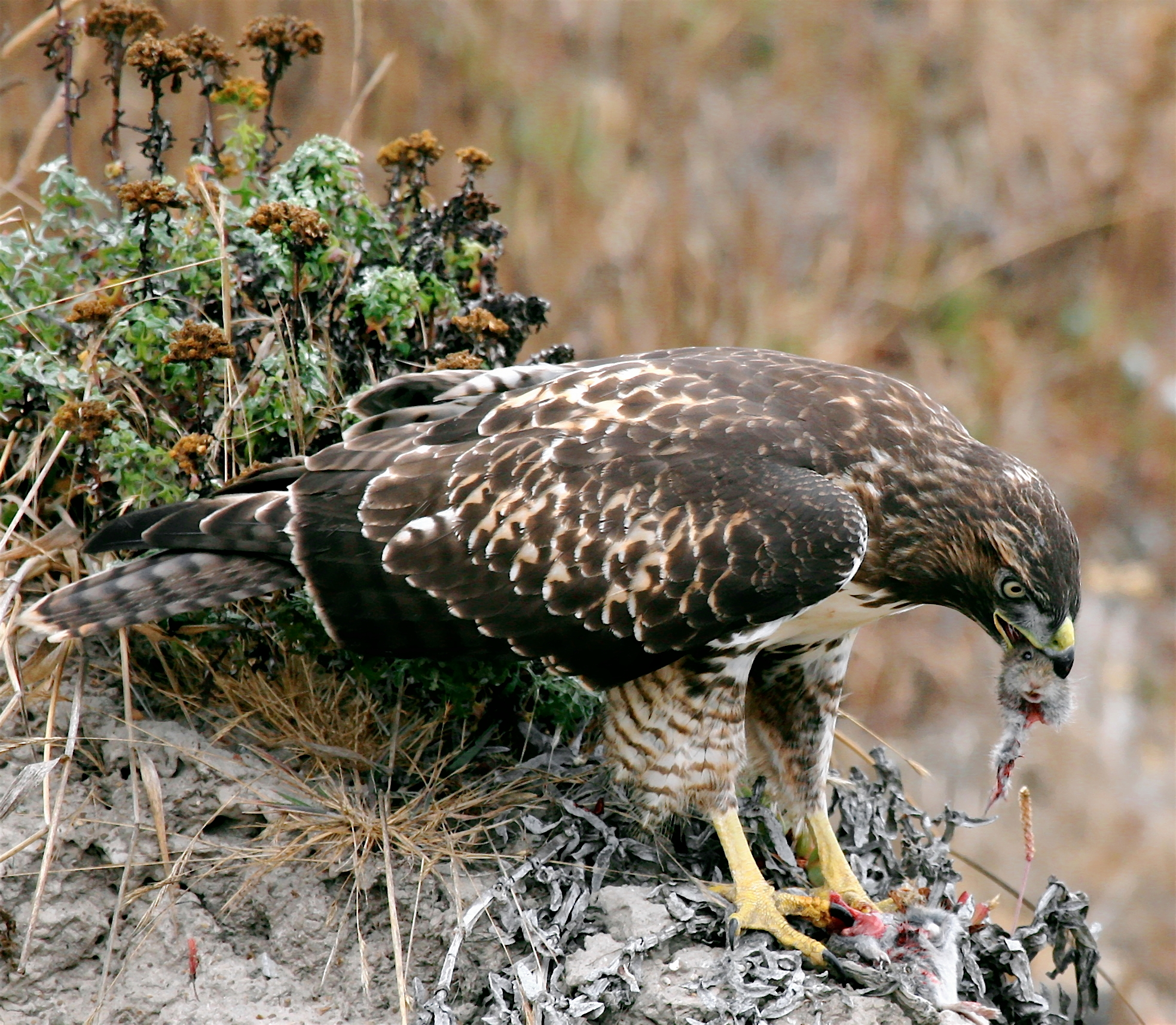
红尾鵟捕鼠

红尾鵟在捕食上奉行機會主義。它們的食物主要包括各種小型哺乳動物、鳥和爬行類，例如嚙齒類、松雞、鵪鶉、水鳥、蝙蝠、鼩鼱、蛇、蜥蜴、甲殼類、昆蟲等等。
红尾鵟的食譜與大角鸮相似，因此在夜晚它們之間會爲了捕食展開競爭。

### 繁殖

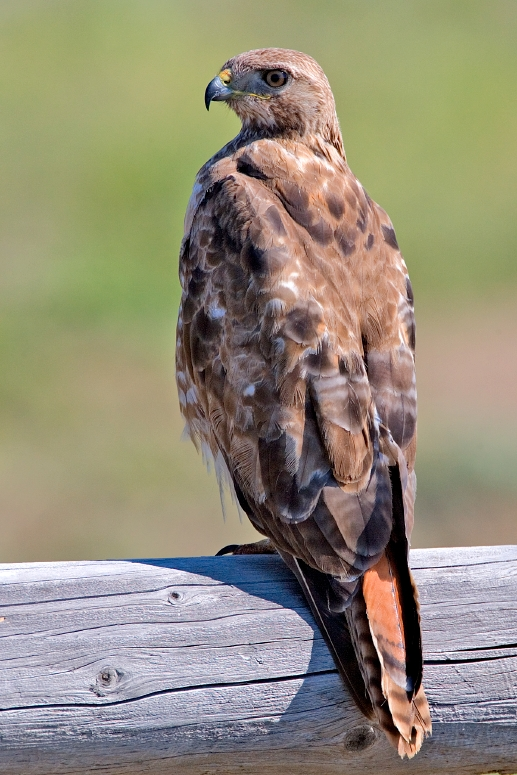
红尾鵟

红尾鵟在三嵗左右達到性成熟期，為一夫一妻制，通常只有當原配死亡后，才會尋找新的配偶。雄鳥和雌鳥共同防禦巢穴。巢穴的建造一般發生在交配之後，建在4-21米以上的大樹上或35米以上的岩石上，有時它們也會選擇人類的建築作爲巢穴的所在地。巢穴一般直徑為71-97釐米，可達90釐米高，由樹枝、樹皮、針葉、根莖等組成。
四月產卵，每次產1-5卵，卵殼為藍白色，偶爾帶有褐色斑點。大小為60 x 47 毫米。雄鳥和雌鳥都參與孵卵，雄鳥孵卵時間較短，但負責給雌鳥覓食，孵化時間為28-35天。剛孵化的小鳥沒有毛，需要由雌鳥在巢穴中撫養。大約42-46天后，小鳥開始離開巢穴學習飛行。長羽的時間可達10周。

## 與人類的關係
红尾鵟是馴鷹界很受歡迎的鷹種，尤其在馴鷹被嚴格控管的美國；這種老鷹很容易購買到，且常被指派給馴鷹新手練習。
红尾鵟與人類的關係比較複雜。它們一方面可以控制嚙齒類和其他害獸的數量，另一方面也捕殺雞和其他家禽。由於一些誤會，有時會有農民射殺红尾鵟的事情發生。不過红尾鵟目前受到條例保護。

## 外部連結
- Cornell University Ornithology Lab page about the Red-tailed Hawk, including samples of their cry （页面存档备份，存于）
- USGS web page about the Red-tailed Hawk （页面存档备份，存于）
- Red-Tailed Hawks Pictures
- South Dakota Birds - Red-tailed Hawk Information and Photos （页面存档备份，存于）
- Religious Freedom with Raptors
- North American Falconers Association
- Comparison of Adult & Immature tails （页面存档备份，存于）
- Discussion of Krider's and Harlan's forms and identification issues （页面存档备份，存于）
- Red-tailed Hawks of the Ridgefield National Wildlife Refuge （页面存档备份，存于）
- 红尾鵟展示脖子灵活性 （页面存档备份，存于）
- 图片